# Nyomi Banxxx
Nyomi Banxxx, född 14 oktober 1972 i Chicago, är en amerikansk porrskådespelare.
Hon har framträtt i över 70 porrfilmer sedan 2006, och 2009 vann hon Urban X Award for Best MILF Performer.

## Priser
- 2007 AVN Award nominerad – Best Oral Sex Scene, Film - Manhunters[3]
- 2009 Urban X Awards vinnare – Best MILF Performer[2]
- 2010 AVN Award nominerad – Best Original Song - "Goin' on In" in The Jeffersons: A XXX Parody[4]
- 2011 XRCO Award nominerad – Unsung Siren[5]
- 2011 XBiz Award nominerad – Acting Performance of the Year, Female - Official Friday Parody[6]
- 2011 AVN Award nominerad – Best Actress - Fatally Obsessed[7]
- 2011 AVN Award nominerad – Unsung Starlet of the Year[7]
- 2011 AVN Award nominerad – Best Oral Sex Scene - Throat Injection 3[7]
- 2011 Urban X Awards vinnare – Female Performer of the Year[8]
- 2011 Urban X Awards vinnare – Best Anal Sex Scene - Dynamic Booty 5[8]